# Emil Gminder

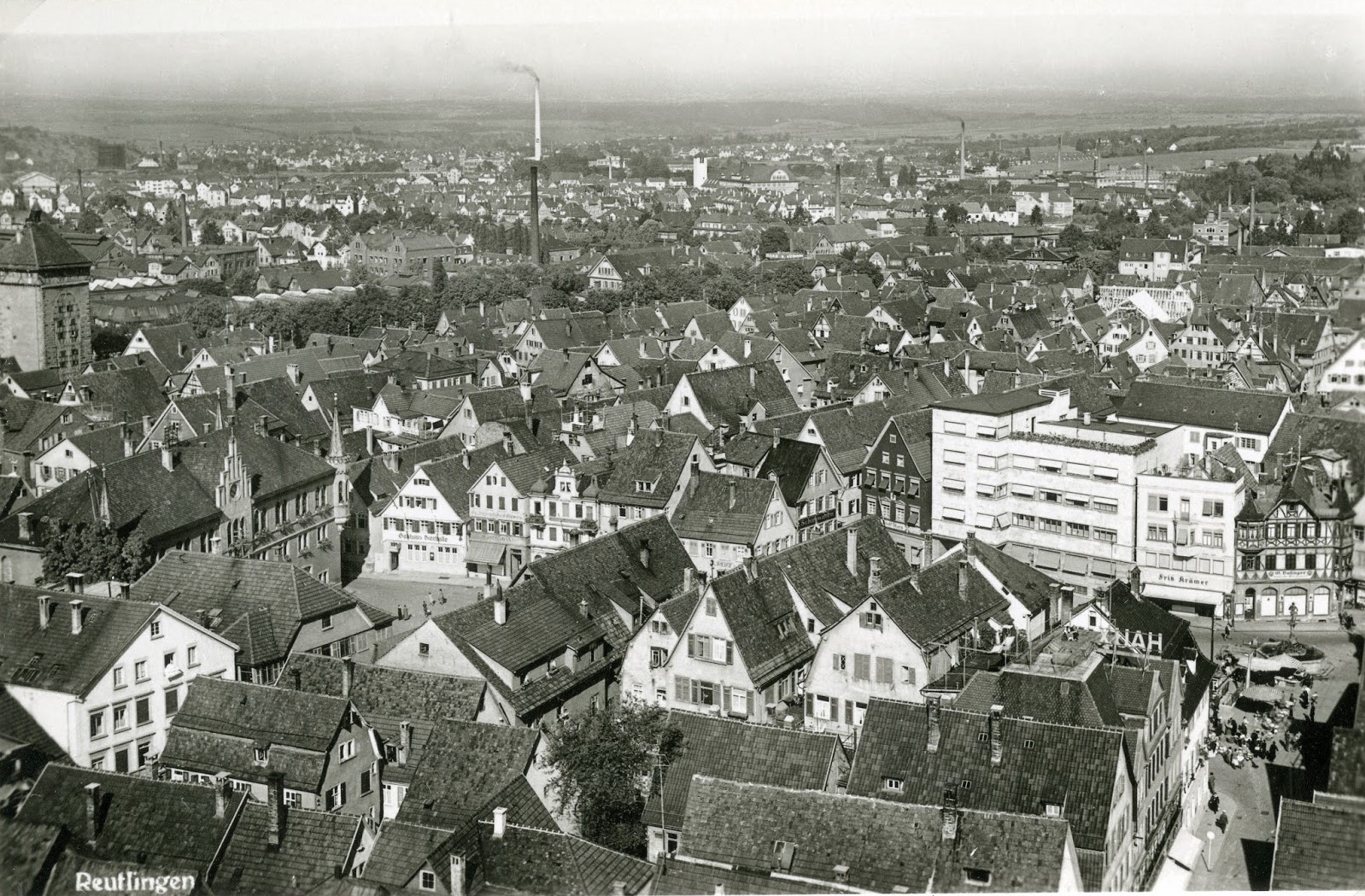
Im Hintergrund der „Lange Emil“, Schornstein des Gminder-Werkes (1930er Jahre)

Emil Andreas Gminder (* 18. Juli 1873 in Reutlingen; † 23. Juli 1963 ebenda) war ein deutscher Unternehmer der Textilindustrie. Er führte das Reutlinger Textilunternehmen Ulrich Gminder GmbH/AG (UG) (1814–1963) fort, ein vollstufiger Textilbetrieb, bestehend aus Spinnerei, Weberei und Ausrüstung, das sein Urgroßvater Ulrich Gminder im Jahre 1814 als Färberei gegründet hatte.

## Leben
Emil Gminder war das vierte von neun Kindern des Textilunternehmers Carl Gminder und dessen Frau Maria Gminder geb. Schauwecker. Er wuchs in der elterlichen Villa an der Friedrichstraße nahe dem Bahnhof in Reutlingen auf.
Im Jahr 1891 beendete Gminder seine kaufmännische Lehre. Das folgende Jahr verbrachte er auf der Webschule Reutlingen. Anschließend machte er eine Maschinenbau-Ausbildung in Winterthur, später ging er nach Großbritannien. Im Jahr 1893 kehrte Gminder nach Reutlingen zurück. Hier begann er, sich im Textiltechnikum bei Otto Johannsen in das Fachgebiet der Spinnerei einzuarbeiten. Seine Abschlussprüfung machte er 1894. Anschließend leistete er seinen Wehrdienst als Einjährig-Freiwilliger bei einem Artillerie-Regiment in Ulm ab.
Am 9. Oktober 1899 heiratete er in Reutlingen seine Cousine 2. Grades Elise Gminder, die Tochter des Louis Gminder und der Karoline Gminder geb. Baur.
Ab 1904 war Gminder Geschäftsführer der Ulrich Gminder GmbH; er war jedoch nur der Vertreter eines Teils der Familie Gminder, es gab immer mehrere Geschäftsführer (z. B. Louis Gminder) aufgrund der beiden Familienlinien Carl und Louis Gminder. Nach dem Tod seines Vaters Carl Gminder übernahm er die Aufsicht über den Bau der Arbeitersiedlung Gmindersdorf, die von den Brüdern Carl und Louis in Auftrag gegeben worden war.
Im Jahr 1905 wurde in Betzingen eine römische Villa entdeckt. Gminder stellte die nötigen Arbeitskräfte für die Ausgrabungen zur Verfügung und verpflichtete einen Fachmann für die zeichnerische Aufnahme der römischen Relikte. 1906 trat er dem Verein Deutscher Ingenieure (VDI) bei.
Gminder setzte sich für Volksbildung ein. Ein Zeugnis seiner Einstellung ist ein Brief an den Volkskaffeehausverein vom 21. September 1917, in dem er schrieb: „Das Volk mehr und mehr zu eigenem Urteil erziehen.“ Als Konsequenz daraus gründete Gminder 1918 einen Verein für Volksbildung. Dieser errichtete 1922 das erste Volksbildungshaus in Deutschland, aus dem später die Volkshochschule Reutlingen hervorging.
Im Jahr 1920 erfand Gminder die Kotonisierung von Flachs- und Hanffasern. Damit war die Herstellung eines Baumwolle-Kotonin-Mischgewebes möglich. Dieses Patent („Verfahren zur Gewinnung von Fasermaterial durch Zerlegung von Bündelfasern in Einzelfasern“) meldete er im März 1931 auch in den USA an. Weitere Patente folgten wie z. B. auch eines zur Spinnerei.
Das von UG mit diesem Verfahren hergestellte sog. Gminder-Halblinnen, ein Baumwoll-Leinen-Mischgewebe, war aufgrund seiner vielseitigen Verwendbarkeit für Kleidung und im Haushalt und der Haltbarkeit sehr bekannt und beliebt. Jedoch wurde immer der weitaus größte Teil des Umsatzes des Unternehmens durch die Produktion verschiedenster Baumwollstoffe erwirtschaftet. 
Emil Gminder liegt auf dem Reutlinger Stadtfriedhof Unter den Linden begraben.

## Schriften (Auswahl)
- Der erste Gasglühstrumpf in Reutlingen. In: Reutlinger Geschichtsblätter, 45. Jahrgang 1938, S. 19.

## Ehrungen und Auszeichnungen
1952 wurde Emil Gminder zum Ehrenmitglied des VDI ernannt. Die Stadt Reutlingen verlieh ihm 1953 ihre Ehrenbürgerwürde. Im gleichen Jahr wurde er mit dem Großen Bundesverdienstkreuz ausgezeichnet. Das Emil-Gminder-Haus in Reutlingen wurde nach ihm benannt. Des Weiteren war Gminder Ehrensenator der Landwirtschaftlichen Hochschule Hohenheim und Ehrenmitglied des Volksbildungsvereins.